# Čivał
Čivał, auch Chival oder Chual (der Folterer), wurde in der Armenischen Mythologie ein böser Geist genannt, der nachts die Träume von Schlafenden heimsucht, um sie in Angst und Schrecken zu versetzen.
Chival gehört zur Gruppe der Devs.